# Vukajlija
Vukajlija je internetska web-stranica na srpskom jeziku prvobitno zamišljena kao rječnik slanga, a inspiriran je Urban Dictionaryjem. Međutim, s vremenom je postao zbirka uglavnom duhovitih definicija raznoraznih pojmova iz svakodnevnog života. Sam naziv Vukajlija je igra riječima koja se temelji na premještanju slova u prezimenu srpskog leksikografa Milana Vujaklije.
Odlikuje se aktualnošću i duhovitim osvrtima na društvene, kulturne, sportske i političke događaje. 
Nastala je početkom 2007. godine, inicijativom programera Dejana Simića iz Pančeva, koji je ujedno i vlasnik portala. S vremenom, osim definicija, korisnicima je do početka 2017. godine bila otvorena i mogućnost postavljanja postera (duhovitih slika s popratnim tekstom) i reakcija (kratkih GIF-ova s odgovarajućim opisom). Ova web-stanica također ima i vrlo posjećen forum.